# Jorge Serafini

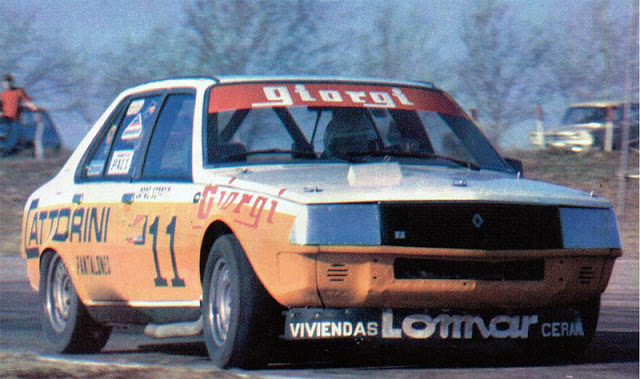
Serafini corriendo en su Renault 18 en TC2000.

Jorge Emilio Serafini, conocido como Jorge Serafini (Las Flores, provincia de Buenos Aires, 15 de febrero de 1946 - La Plata, 4 de diciembre de 2019), fue un piloto de automovilismo argentino que participó en Turismo Competición 2000 y Turismo Nacional. En 1974 se recibió de arquitecto.

## Biografía
Hizo su debut en el automovilismo en 1966 en el autódromo de Las Flores, con un De Carlo 700, en una competencia zonal. Su primera victoria llegó en la siguiente carrera, en Azul.
Debutó en el Turismo Nacional en 1976, con un Fiat 128 de la Clase 2, ganando en Tucumán, Bahía Blanca y Río Cuarto. En 1977 viajó a Europa para participar, junto a Eduardo Márquez, del Campeonato Europeo de Turismos, conduciendo un Alfa Romeo Alfasud Sprint. En 1978 volvió al TN, ganando en Buenos Aires y Córdoba. Dos años más tarde, se coronó campeón de la clase B, siempre con un Fiat 128.
En 1981 se produjo su debut en el Turismo Competición 2000, a bordo de un Volkswagen 1500. En 1982 pasó a defender los colores de Renault, a bordo de un R18. Su primera victoria en la categoría llegó el 17 de junio de 1984, en Rafaela, sobre el mismo automóvil.
En 1985, en ocasión de la carrera disputada en Las Flores, Serafini hizo debutar la cupé Renault Fuego con el volante al medio, para tener una mejor distribución de peso. En dicha competencia, finalizó 2.º, detrás de Ernesto Bessone II, luego de largar en la última colocación.
En 1996 corrió en el Procar 2000, una categoría creada a partir del alejamiento de varios pilotos del TC2000 por problemas presupuestarios, que utilizaba modelos ya discontinuados. Fue Campeón del único torneo que se disputó todas sus competencias en el Autodromo Oscar y Juan Galvez de la Capital Federal año 1996.
Ocupó el cargo de Subsecretario de Planeamiento y Ordenamiento Urbano de la Municipalidad de Las Flores, en el gobierno del intendente Alberto César Gelene.
Falleció a los 73 años, el 4 de diciembre de 2019, en La Plata. Poco antes, había estado presente en el encuentro de homenaje al TC2000 por el 40.º aniversario de la creación del campeonato, realizado en el autódromo de Buenos Aires. Serafini fue inhumado en Las Flores.

## Trayectoria
| Año  | Campeonato                     | Automóvil                  |
| ---- | ------------------------------ | -------------------------- |
| 1976 | Turismo Nacional clase 2       | Fiat 128                   |
| 1977 | Campeonato Europeo de Turismos | Alfa Romeo Alfasud         |
| 1978 | Turismo Nacional               | Fiat 128                   |
| 1979 | Turismo Nacional               | Fiat 128                   |
| 1980 | Turismo Nacional clase 2       | Fiat 128                   |
| 1981 | Turismo Competición 2000       | Volkswagen 1500            |
| 1982 | Turismo Competición 2000       | Renault 18                 |
| 1983 | Turismo Competición 2000       | Renault 18                 |
| 1984 | Turismo Competición 2000       | Renault 18                 |
| 1985 | Turismo Competición 2000       | Renault 18 / Renault Fuego |
| 1986 | Turismo Competición 2000       | Renault Fuego              |
| 1987 | Turismo Competición 2000       | Renault Fuego              |
| 1988 | Turismo Competición 2000       | Renault Fuego              |
| 1989 | Turismo Competición 2000       | Renault Fuego              |
| 1990 | Turismo Competición 2000       | Renault Fuego              |
| 1991 | Turismo Competición 2000       | Renault Fuego              |
| 1992 | Turismo Competición 2000       | Renault Fuego              |
| 1993 | Turismo Competición 2000       | Renault Fuego              |
| 1994 | Turismo Competición 2000       | Renault Fuego              |
| 1995 | Turismo Competición 2000       | Renault Fuego              |
| 1996 | Procar 2000                    | Renault Fuego              |